# Малый Кобежиков
Малый Кобежиков (хак. Хызыл аал, Хызыл чул — «Красный аал», «Красный ручей») — аал в Ширинском районе Хакасии.
Находится в 21 км на северо-запад oт райцентра — села Шира и ж.-д. станции
Число хозяйств — 68, население — 281 чел. (01.01.2004), в основном, хакасы.
Основано в 1933. Ферма с.-х. кооператива «Шира». Клуб, озеро Аврас.

## Население
| 2002 | 2010 |
| ---- | ---- |
| 262  | ↗284 |